# 齐景发
齐景发（1943年12月—），河北昌黎人，生于吉林大安，中华人民共和国政治人物。
毕业于东北林学院森林采伐运输工业系。1975年任黑龙江省齐齐哈尔日报社副社长。1986年，任黑龙江省委研究室副主任。1993年，任农业部乡镇企业司司长。1994年，后任农业部乡镇企业局局长、总经济师。1993年当选为全国工商联副主席。1997年后任农业部副部长。后担任渔业协会会长。